# Hyperolius polli
Hyperolius polli és una espècie de granota de la família dels hiperòlids que viu a Angola i a la República Democràtica del Congo.